# Darul Islam
1949–1962
Entités précédentes :
- Indonésie

Entités suivantes :
- Indonésie

Le Darul Islam (arabe : دار الإسلام, Dar al-Islam, littéralement "maison de l'islam") est un mouvement politique indonésien qui, de 1949 à 1962, voulait imposer par la force un État islamique en Indonésie (Negara Islam Indonesia). Il est aussi connu sous le sigle DI/TII (Tentara Islam Indonesia ou "Armée islamique d'Indonésie").

## Histoire
En 1948, l'intellectuel Sekarmadji Maridjan Kartosoewirjo quitte le Masyumi, alors principal parti politique musulman d'Indonésie, en raison de désaccords persistants avec sa direction sur la façon d'établir un État islamique dans le pays. 
Dans l'ouest de Java, que la république d'Indonésie a abandonné aux Pays-Bas en signant l'accord du Renville, il remporte d'importants succès militaires contre les colons et gagne en popularité auprès de la population. Cette situation inquiète à la fois les autorités néerlandaises et républicaines. Leurs inquiétudes se renforcent lorsque, en août 1948, il forme un gouvernement parallèle et proclame une constitution alternative, appelée Kanun Asasy, enjoignant les musulmans au respect de la loi islamique (une disposition figurant dans la charte de Jakarta de 1945 mais que Mohammad Hatta avait fait exprès de ne pas inclure dans la constitution). 
Après l'invasion néerlandaise de 1948, son statut au sein de la résistance indonésienne prend une tout autre dimension, la plupart des dirigeants républicains (dont Soekarno) ayant été capturés et l'armée républicaine se trouvant au bord de l'effondrement. Conscient de cette situation, il se veut rassembleur, affirmant que son djihad est « dans la continuité et dans la lignée de la proclamation du 17 août 1945 » et que son seul adversaire sont les Pays-Bas.  
Cependant la reprise des négociations entre républicains et Néerlandais (que Kartosoewirjo condamne depuis toujours) ainsi que le retour de la division Siliwangi dans l'ouest de Java (qu'elle avait abandonné après la signature de l'accord du Renville) vont déboucher sur un conflit ouvert entre partisans de Kartosoewirjo et républicains à partir du 25 janvier 1949. 
En février 1949, Kartosoewirjo présente aux troupes de la division Siliwangi un ultimatum : elles ont jusqu'à avril pour rejoindre son mouvement ou évacuer l'ouest de Java. 
Le refus de l'ultimatum conduit les républicains et les Néerlandais à faire cause commune contre Kartosoewirjo au printemps 1949. Leurs succès sur le plan militaire ne parviennent cependant pas à venir à bout de son mouvement et sont surtout contrebalancés par ses initiatives politiques simultanées telles que l'envoi d'émissaires dans d'autres îles de l'archipel (Sumatra, Bornéo, les Moluques, Sumbawa et les petites de la Sonde) pour les rallier à sa cause. 
Considérant que l'accord du Renville a eu pour effet de séparer l'ouest de Java de la république d'Indonésie, Kartosoewirjo déclare que tout accord conclu par cette dernière ne saurait s'appliquer à ce territoire et finit par y proclamer un « État islamique d'Indonésie » le 7 août 1949. 
Après la guerre d'indépendance, les États-Unis d'Indonésie commencent à démobiliser de nombreuses unités ayant combattu les Néerlandais. En 1950, dans le sud de Célèbes, le lieutenant-colonel Abdul Kahar Muzakkar (en) refuse cette démobilisation et prend le maquis. Le 20 janvier 1952, il répond favorablement à l'invitation de Kartosoewirjo qui lui propose de joindre ses forces à celles du Darul Islam. Le 7 août 1953, lors d'un rassemblement à Makalua (id), il proclame officiellement la Célèbes du Sud comme faisant partie de l'État islamique d'Indonésie. Un mois plus tard, Daud Beureu'eh (en), ancien gouverneur militaire d'Aceh, proclame à son tour l'adhésion de sa province au Darul Islam. Là où les insurrections de Kartosoewirjo et de Muzakkar se limitent surtout à des zones rurales, la sienne (id) parvient un temps à contrôler tout Aceh à l'exception des grandes villes comme Kota Radja (la capitale), Sigli, Langsa et Meulaboh. 
Daud Beureueh signe un cessez-le-feu le 8 avril 1957 et entame des négociations avec le gouvernement indonésien pour trouver une solution aux revendications d'Aceh. Par décret du Premier ministre Djoeanda, Aceh reçoit le statut de daerah istimewa ("territoire spécial") en 1959 lui accordant l'autonomie dans les domaines de l'éducation, de la religion et des coutumes.
Déçu du résultat des élections de 1955, les premières dans l'histoire de l'Indonésie, qui l'avaient mis en 3e position derrière le PNI soekarniste et la grande organisation musulmane Nahdlatul Ulama, le parti musulman Masyumi se rapproche du Darul Islam.
En 1957, une autre rébellion éclate dans le nord de Célèbes, la Permesta (Piagam Perjuangan Semesta ou « charte pour une lutte universelle »), hostile au projet de « démocratie dirigée » de Soekarno, qui souhaite mettre fin à la démocratie parlementaire. En 1958, c'est l'insurrection du PRRI (« gouvernement révolutionnaire de la République d'Indonésie ») dans le centre de Sumatra, qui demande le retour à la constitution de 1945. Les deux mouvements s'allient, raison pour laquelle les historiens de l'Indonésie parlent du "PRRI-Permesta". La rébellion prend fin en 1961.
L'armée peut désormais se concentrer sur la lutte contre le Darul Islam. Les hommes de Kartosoewirjo et de Muzzakar déposent à leur tour les armes, mais leurs chefs refusent de se rendre. Kartosoewirjo est arrêté et exécuté en 1962. Kahar Muzzakar est finalement tué en 1965. La rébellion islamiste est écrasée. Dans les années suivantes, les services secrets indonésiens commencent à approcher des vétérans du Darul Islam. Le but du gouvernement indonésien, désormais dirigé par Soeharto, est de se servir d'eux pour renforcer son assise populaire en vue des élections législatives de 1971. Certains vétérans du Darul Islam préfèrent cependant rester ou rebasculer dans la clandestinité et fondent le Komando Jihad (en), dont l'action la plus notable sera le détournement du vol Garuda Indonesia 206 (en) en 1981.